# Esporte Clube Pinheiros (handebol)
O Handebol Esporte Clube Pinheiros é uma equipe profissional de handebol brasileiro do clube poliesportivo de mesmo nome, sediado na cidade de São Paulo, em São Paulo, sendo conhecido popularmente como Pinheiros.

## História
O Clube Pinheiros é referência no cenário nacional do handebol, desde a criação de campeonatos no país o clube possui muita expressão no handebol brasileiro, a equipe masculina é a maior vencedora do Campeonato Paulista de Handebol com 30 títulos conquistados, seu primeiro título foi em 1937. Possui também 9 títulos da Liga Nacional de Handebol Masculino e é bicampeão do Campeonato Pan-Americano de Clubes de Handebol Masculino, além de ter conquistado por duas vezes o 5º lugar no IHF Super Globe (Mundial de Clubes) de 2011 e 2017.
A Liga Nacional começou a ser disputada em 1997, o primeiro título do Pinheiros veio em 2007, antes disso foram 5 vices campeonatos. O campeonato Pan-Americano de Clubes teve sua primeira disputa em 2007, ele é classificatório para o Mundial de Clubes, conhecido como Super Globe, e o Pinheiros venceu seu primeiro título Pan-Americano em 2011.
Em 2017 o Pinheiros fez história ao conquistar a tríplice coroa, conquistando todos os campeonatos dentro do continente, Campeonato Paulista, a Liga Nacional e o Pan-americano de Clubes que foi disputado em Buenos Aires.
O Pinheiros também possui grande tradição em suas categorias de base, além da formação de grande jogadores possui um grande currículo de títulos tanto internacionais como nacionais.

## Títulos

### Adulto Masculino
IHF Super Globe - 5º Lugar em 2011 e 2017
9 títulos da Liga Nacional de Handebol Masculino - 2007, 2009, 2010, 2011, 2012, 2015, 2017, 2018 e 2024.
30 títulos do Campeonato Paulista de Handebol Masculino - 1937, 1940, 1941, 1945, 1948, 1950, 1954, 1962, 1964, 1965, 1967, 1968, 1969, 1970, 1971,1972, 1974, 1977, 1981, 1991, 1996, 1997, 1998, 2002, 2006, 2009, 2010, 2014, 2016 e 2017.

### Adulto Feminino
5 títulos da Liga Nacional de Handebol Feminino - 2016, 2019, 2022, 2023 e 2024
1 título do Campeonato Paulista de Handebol Feminino  - 2018